# 鬼馬保鑣賊美人
《鬼馬保鑣賊美人》（英語：The Good, the Bad & the beauty），是一部由陳勳奇執導、編劇及監製的香港動作喜劇片；由陳勳奇、鍾楚紅、鄭則仕、 董驃、張衛健等主演。

## 人物角色
| 演員   | 角色        | 粵語 配音 | 備註                                                   |
| 鄭則仕 | 鄧大吉/咩喳 | 鄭則仕    | 便衣探員 賀新春的拍擋兼好友                            |
| 陳勳奇 | 賀新春      | 李學斌    | 便衣探員 鄧大吉/咩喳的拍擋兼好友                       |
| 鍾楚紅 | 高秀萍      | 沈小蘭    | 空姐 被賀新春喜歡，後表面喜歡其，實利用其 替李子奇運毒 |
| 董驃   | Mark叔      | 董驃      | 鄧大吉/咩喳的叔叔                                      |
| 張衛健 | 阿燦        | 陳永信    | 便衣探員 鄧大吉/咩喳、賀新春之下属                     |
| 肥媽   | 黃玫瑰      | 黃鳳英    | 毒犯，實為警察 假扮和高秀萍交易                        |
| 李子奇 | 李子奇      | 張炳強    | 大毒犯 高秀萍之老大 鄧大吉/咩喳、賀新春之天敵          |

## 外部連結
- 香港影庫上《鬼馬保鑣賊美人》的資料（繁體中文）
- 豆瓣电影上《鬼馬保鑣賊美人》的資料 （简体中文）